# Epizeuxis plaisanti
Epizeuxis plaisanti är en fjärilsart som beskrevs av Karl Schawerda 1931. Epizeuxis plaisanti ingår i släktet Epizeuxis och familjen nattflyn. Inga underarter finns listade i Catalogue of Life.